# Černý potok (přítok Smědé)
Černý potok je levostranný přítok řeky Smědé v okrese Liberec v Libereckém kraji. Délka toku činí 5,1 km. Plocha povodí měří 6,7 km².

## Průběh toku
Potok pramení na severním úbočí Černé hory (1084 m) v Jizerských horách v nadmořské výšce 1035 m. Teče převážně severním směrem. Během svého poměrně krátkého toku vytváří nesčetné vodopády a kaskády. Do Smědé se vlévá v Bílém Potoce v nadmořské výšce 380 m.
Vodopády, které se na Černém potoce nacházejí, jsou největší v Jizerských horách a jsou také považovány za nejkrásnější v tomto pohoří.

## Vodní režim
Průměrný průtok u ústí činí 0,16 m³/s.

## Revitalizace
V letech 2012–2014 byly revitalizovány odvodňovací kanály v pramenné části Černého potoka. Kamenná dlažba v korytě byla nahrazena přirozeně umístěnými kameny, vybudovány byly také příčné hrázky. Opatření podporují zadržení vody a tvorbu rašeliny.